# Colònia Llaudet
La Colònia Llaudet és una colònia tèxtil del municipi de Sant Joan de les Abadesses (Ripollès), al peu del riu Ter, inclosa en l'Inventari del Patrimoni Arquitectònic de Catalunya

## Descripció
La colònia està formada, a més de la fàbrica, per la casa del director, dos conjunts de blocs d'habitatges dels treballadors (Llaudet i el Pagès), l'església i el cafè sala de ball.
El conjunt és format per tres grups d'edificis alineats i consten de planta baixa i tres pisos, amb cobertes a dues vessants. Els serveis de què disposava la colònia (una cooperativa de consum, cafè teatre o sala de ball, entre altres) configuren una estructura de colònia desenvolupada.
Només part dels blocs d'habitatges segueixen en funcionament. La resta està abandonada i en procés de degradació.

## Història
La fàbrica i la primera colònia foren construïdes al final del segle xix per Tomás Alexandre. El 1901 l'arrendà a la raó social José M. Llaudet, Sociedad en Comandita, dedicada a la fabricació de filats de cotó. Posteriorment, els Llaudet van comprar la fàbrica, la colònia i el salt d'aigua el 1924 i ampliaren la colònia amb la construcció d'un edifici de serveis (bar, teatre i cooperativa) i una residència per al director de la colònia. Entre 1944 i 1952 s'amplià la fàbrica i la colònia amb la construcció d'un nou nucli, el Pagès, on es construïren nous habitatges i una església.
El 1939, durant la retirada de les tropes republicanes, la fàbrica va ser incendiada i va caldre reconstruir-la. El 1940 es va traspassar la titularitat a una societat anònima, Josep Llaudet, SA, i el 1957 va canviar la denominació per la d'Hilaturas Llaudet, SA.
El fill de Josep Maria Llaudet, Enric Llaudet i Ponsa, que fou el màxim dirigent d'Hilaturas Llaudet a la segona meitat del segle xx, fou president del FC Barcelona entre 1961 i 1967.

## Galeria

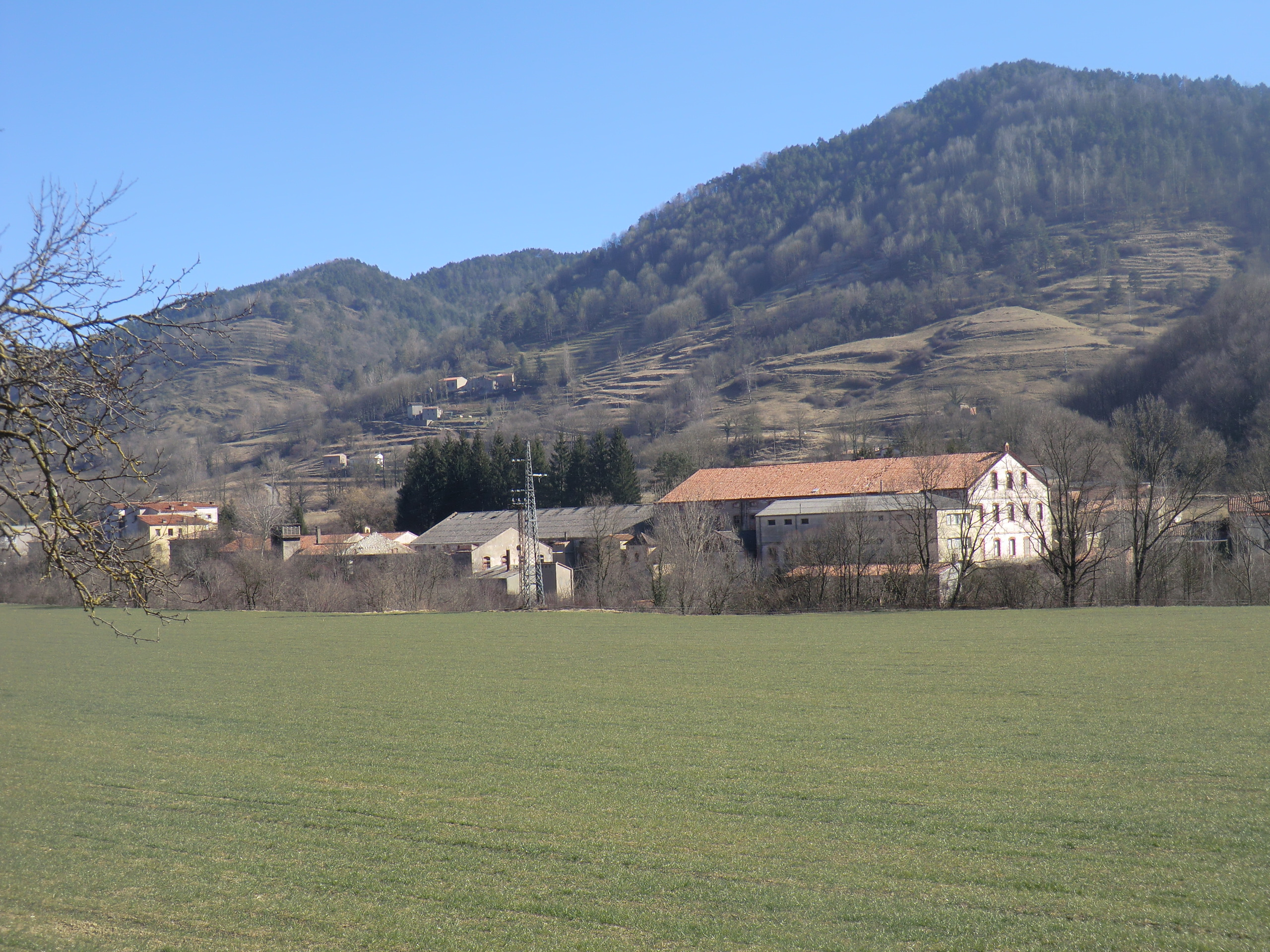
Vista des de la Batllia
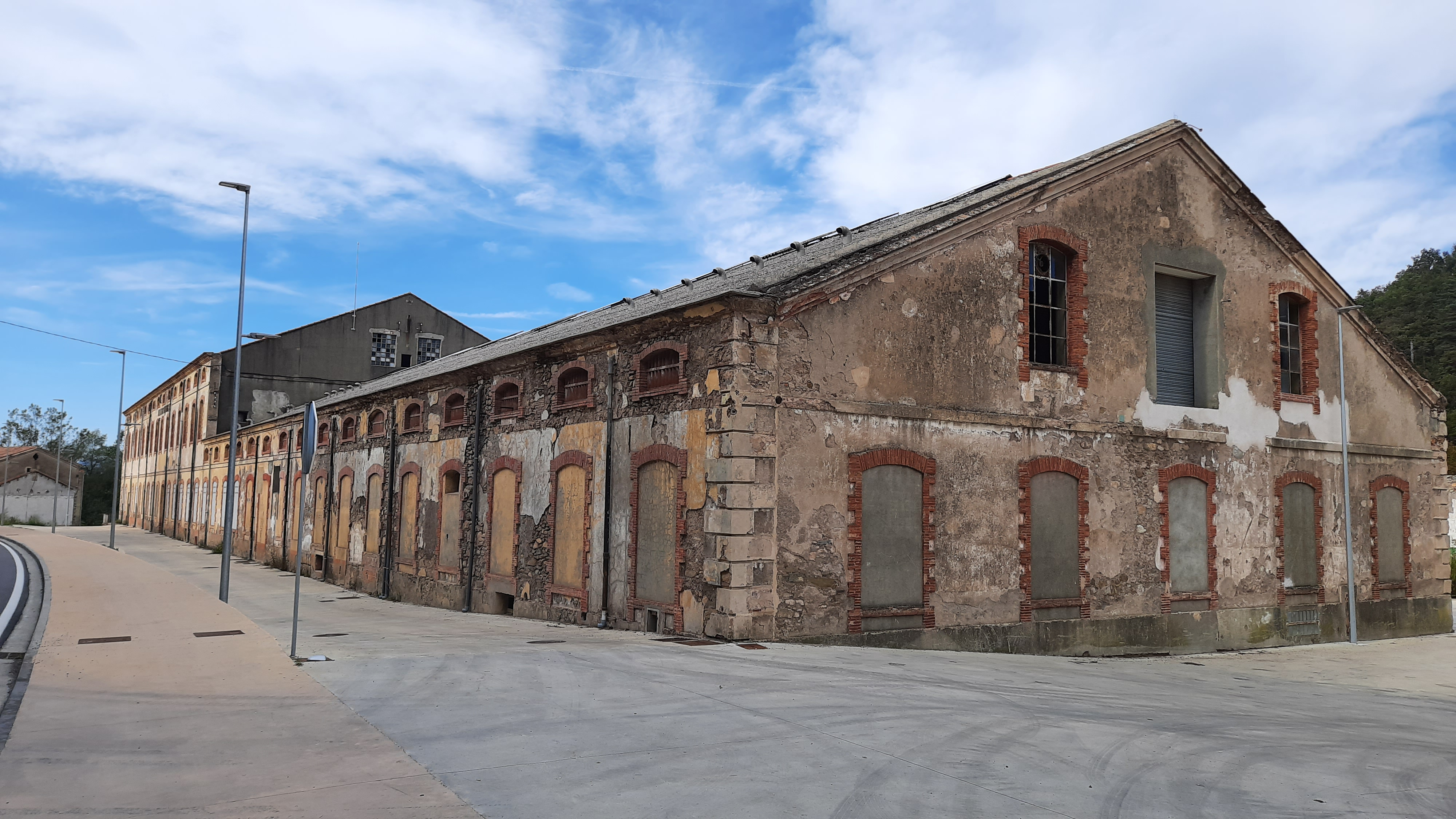
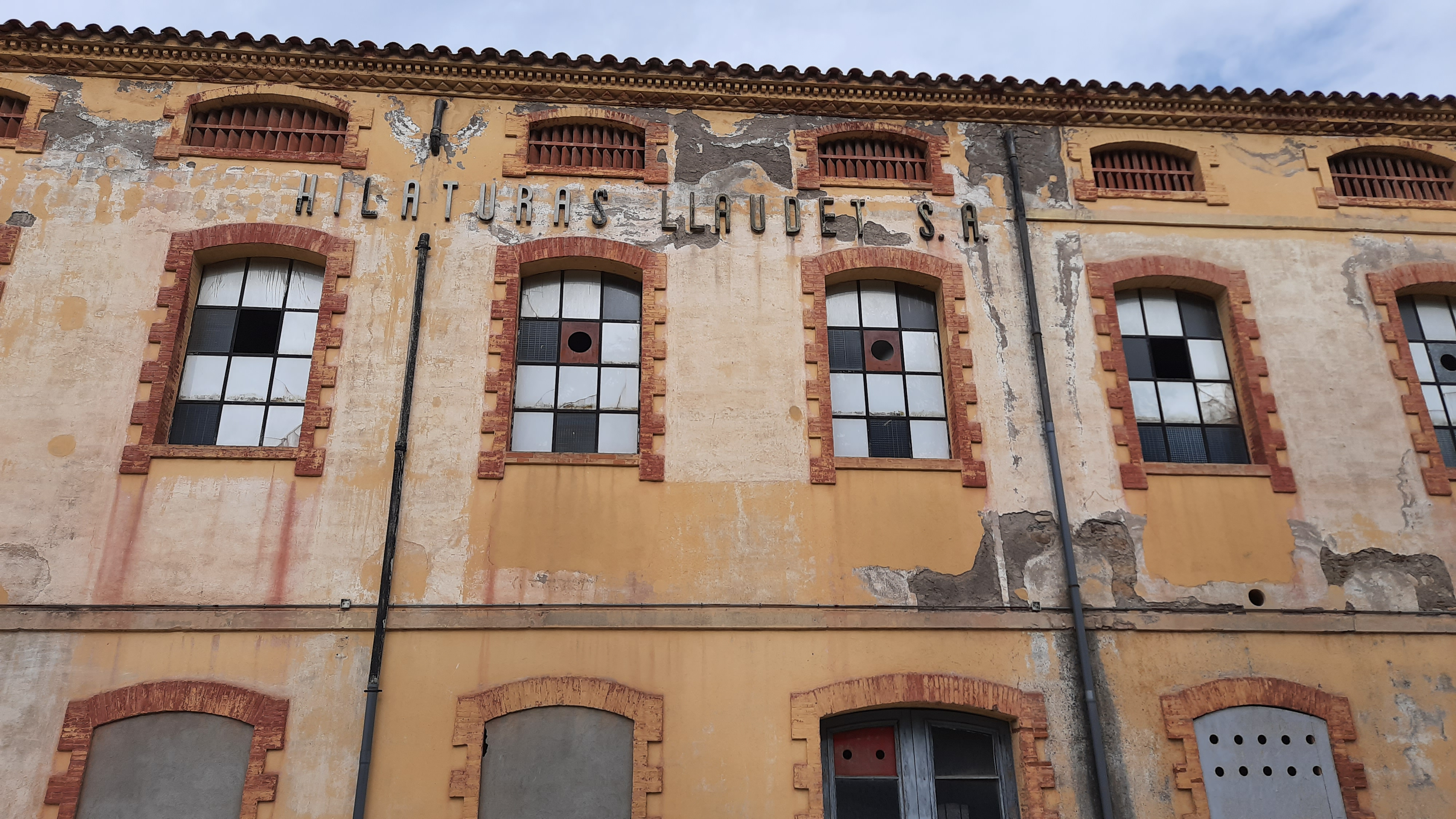
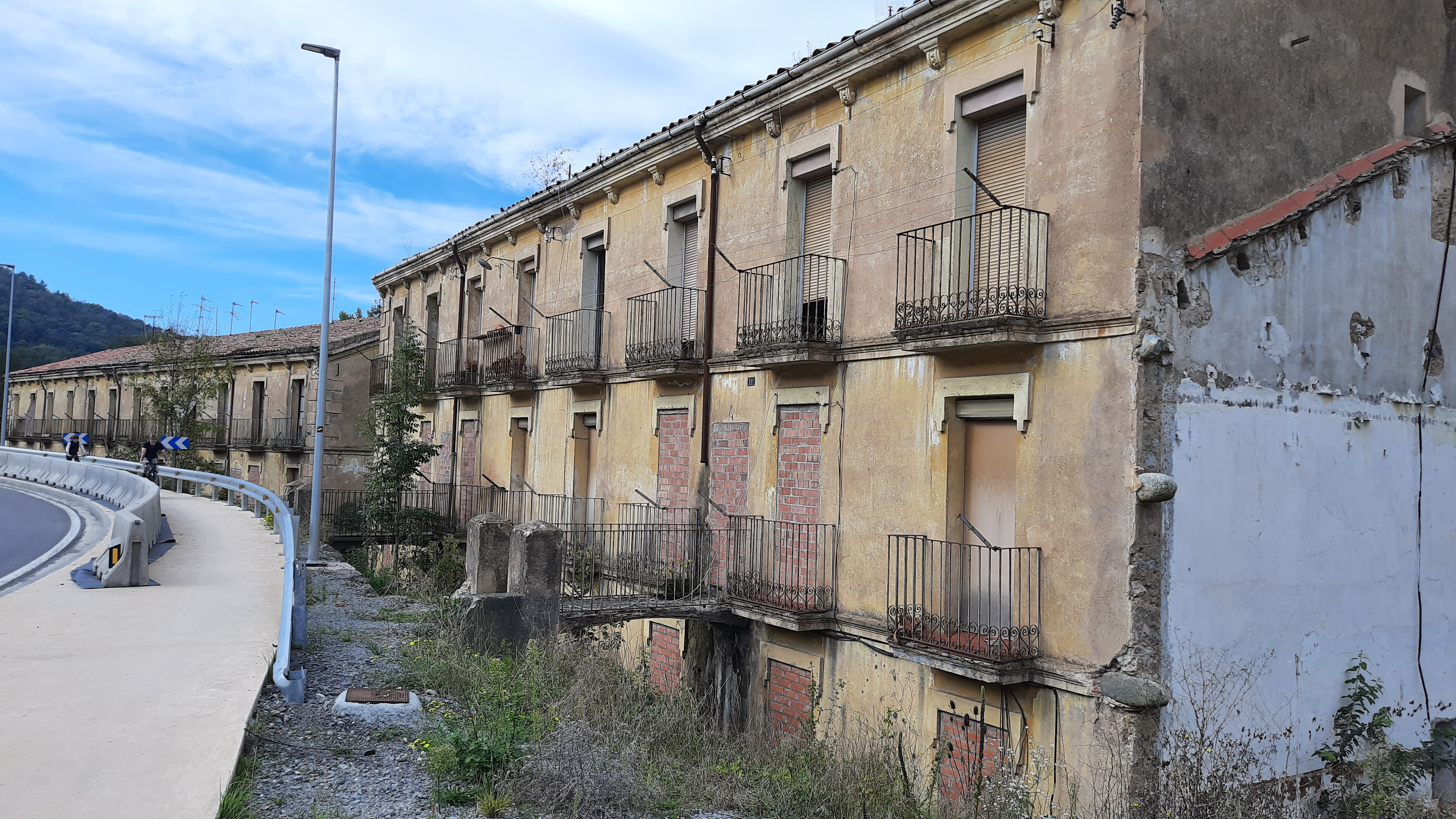
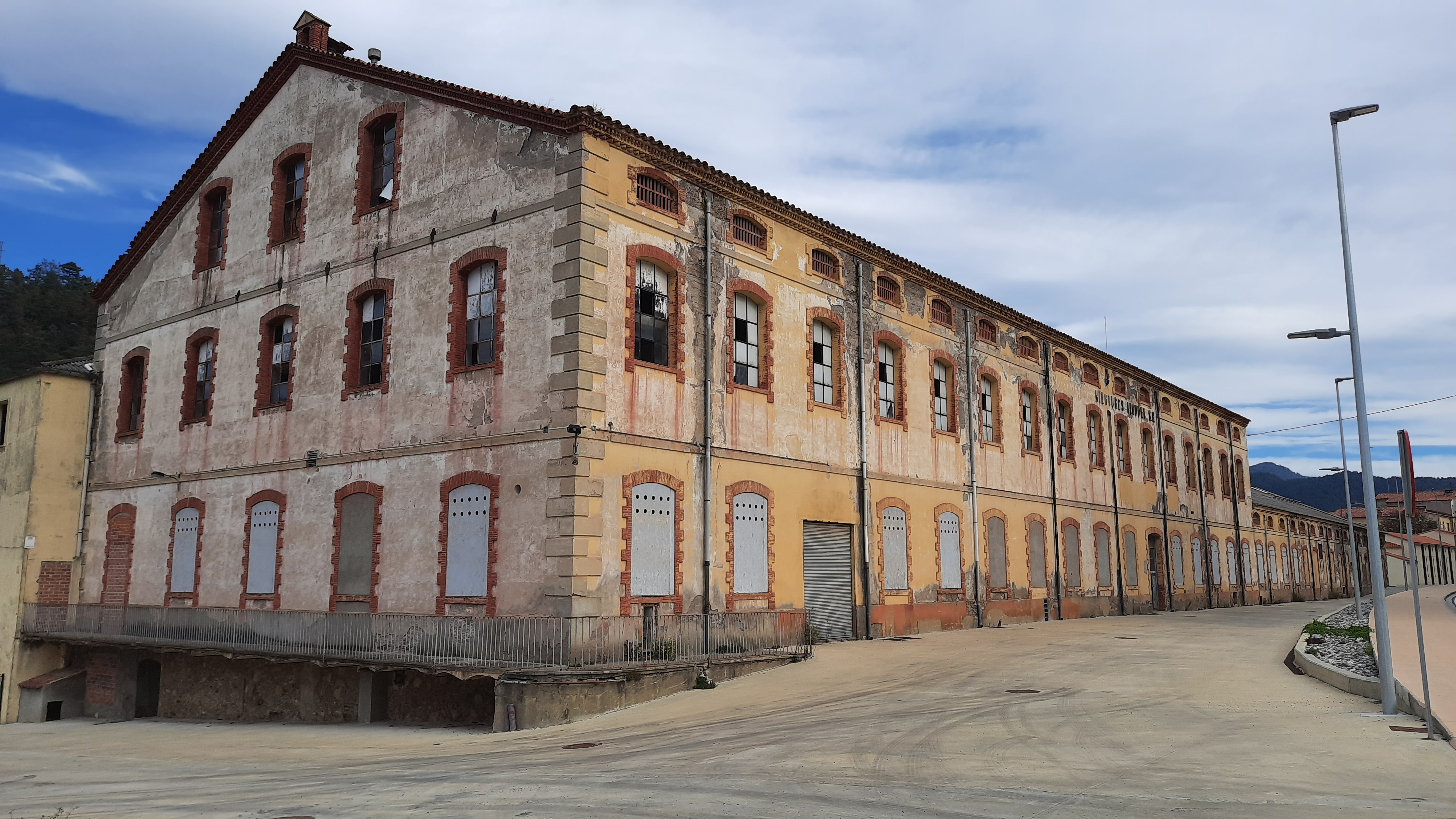